# Stictomischus apoianus
Stictomischus apoianus är en stekelart som beskrevs av Kamijo 1960. Stictomischus apoianus ingår i släktet Stictomischus och familjen puppglanssteklar. Inga underarter finns listade i Catalogue of Life.